# 御影真秀
御影 真秀（みかげ まさひで、9月29日 - ）は、日本のソングライター・ボーカリスト・ギタリスト。大阪府出身（京都府生まれ、3歳まで京都で育つ）。甲南大学経営学部卒業。

## 人物・来歴
ニックネームはマッシュ（masshu）。ロリポップスーパーソニック、グリンスペイシーなどを経て、御影真秀withラズライクエアとしての活動をメインに、ソングライト、楽曲提供、テレビ番組MC・ラジオDJ、CM音楽制作、ライブ活動などを行っている。2008年、福井県米穀ラジオCM福井広告賞を受賞。ACC賞「新日本技建テレビCM」ファイナリスト。アドミュージック（広告音楽）の第一人者として浪速のバッハの異名もある。

## 出演

### テレビ
- 「音革命advance」（TVQ九州放送・KBS京都）

出演：ダイアモンド☆ユカイ、梅☆星、御影真秀

### ラジオ
レギュラー番組
- サウンドハーバー「Girl meets cassette」（DJ 御影真秀&小沢羽衣子）
  - さくらFM（西宮）毎月第1金曜日　23：00～24：00
  - FM MOOV（神戸）毎月第2火曜日　19：00～20：00

過去のレギュラー番組
- KBS京都ラジオ
  - 「花となれ　BOYS&GIRLS」毎週金曜日
  - 「プレイボール」毎週金曜日21：00〜21：20

## ディスコグラフィー

### 配信
- 「この旅の途中で」（2009）
- ラジオ関西高須光聖の「あの頃にサンキュー」CMソング「あの頃にサンキュー」（2017）
- 「キャンディライト」（2019）
- 「クリスマスリング」（2019）
- 三宮サン・センタープラザテーマソング「プラザルンバ」

### CD
- マキシシングル 女子プロ野球公式テーマソング「プレイボール」（御影真秀withラズライクエア / THE ポッシボー&小川真奈、2012年3月21日）
- マキシシングル 「桜雪」（御影真秀withラズライクエア 　2013年3月5日）
- マキシシングル 御影真秀withラズライクエア「あなたから始まる」（わかさ生活CMソング集）
- マキシシングル ラズライクエア「この旅の途中で」
- アルバム 御影真秀withラズライクエア「collection」

### 参加CD
- マキシシングル ロリポップスーパーソニック「光の扉」（わかさ生活CMソング）
- アルバム ロリポップスーパーソニック「Girl meets cassettes」
- シングル&プロモーションDVD サンダーズやまだ& 森はるか「ふたりの日本橋」（日本橋でんでんタウン公式イメージソング、作詞・作曲）
- アルバム グリンスペーシー「Three!」
- アルバム ②幸せの証（THE ポッシボー）

### その他CD
- 福知山成美学苑スポーツ応援歌「花となれ」
- Bsアイドルユニット"StrawBs"「レインボーホームラン」（作詞・作曲、オリックス・バファローズ球団公式CD SONGS 5に収録/2012年野球レコード大賞受賞）

### CM・テーマソング等
- わかさ生活のCMソング「あなたから始まる」（歌： BRIGHT 原曲：ラズライクエア、作詞：角谷建耀知、作曲：御影真秀）
- わかさ生活のCMソング「光の扉」（歌：ロリポップスーパーソニック、作詞・作曲：御影真秀）
- 「光の扉」（歌：ロリポップスーパーソニック、作詞・作曲：御影真秀）「関西盲導犬協会・京都ライトハウス支援」ラジオスポットCMテーマソング
- 「光の扉」（歌：ロリポップスーパーソニック、作詞・作曲：御影真秀）「関西盲導犬協会の盲導犬育成支援」ラジオスポットCMテーマソング
- 「光の扉」（歌：ロリポップスーパーソニック、作詞・作曲：御影真秀）AM神戸50周年事業「健康推進キャンペーン」のキャンペーンテーマソング
- KBS京都テレビ　だから北欧（主演・川上麻衣子／ナレーション・野沢雅子）の挿入歌「光の扉」（歌：ロリポップスーパーソニック、作詞・作曲：御影真秀）
- ラジオ関西　高須光聖のあの頃にサンキュー　CMソング「あの頃にサンキュー」（作詞・作曲御影真秀　歌唱 御影真秀withラズライクエア）
- 爽快美健館　サウンドロゴ（作曲）
- ドリームファクトリー（サウンドロゴ）
- メディカルプラザ（サウンドロゴ）
- 福井県米穀テレビCM BGM 福井健兵衛（作詞・作曲）
- ガーデニングショップ「ハルディー」のラジオCM音楽（「トキメキの週末」（作詞・作曲）
- まいこんのこうはらテレビCM BGM「だいっすきなまいこん」（作詞・作曲）
- 女子プロ野球テーマソング「プレイボール」（THE ポッシボー&小川真奈）
- 女子プロ野球レイア球団歌「花となれ」（御影真秀withラズライクエア）
- グランフェスタテーマソング（CMソング）「いつもチカくに、もっとチカくに」（作詞・作曲　歌唱 ミラクルひかる）
- ガス警報器工業会ラジオCM（作詞・作曲）
- 京橋コムズガーデンテーマソング（作詞作曲　歌唱　voice of mind）
- 日本橋でんでんタウンテーマソング「ふたりの日本橋」（作詞作曲　歌唱さんだ〜す山田＆ 森はるか）
- 新日本技建テレビCM（作曲）ACC賞受賞
- 医薬品医療機器総合機構　PMDAテレビCM（作曲）
- サンライフホームサービステーマソング（作詞作曲）
- 福井県今庄365スキー場テーマソング「ゲレンデ」（作詞作曲/歌唱）
- 三宮サン・センタープラザテーマソング「プラザルンバ」（作詞作曲演奏/歌唱 futurering Rise）

### 提供楽曲
- THE ポッシボー「プレイボール」アルバム 『②幸せの証』収録
- ハロプロ研修生「未来へ繋ぐ約束」（作詞・作曲）ハロプロ研修生2ndアルバム「Rainbow×2」収録　オリコン88位
- Hello! Project 研修生発表会 2021 3月～Yell～　オリコン　25位　「未来へ繋ぐ約束」収録ライブDVD
- Hello! Project Year-End Party 2021 ～GOOD BYE & HELLO!～」　オリコン　21位　「未来へ繋ぐ約束」収録ライブDVD
- ハロプロ研修生2021 初単独ライブ～エピソードゼロ～オリコン　11位　「未来へ繋ぐ約束」収録ライブDVD